# Manuel Marques Gastão
Manuel Marques Gastão (Lisboa, 1914 – Lisboa, 29 de novembro de 1995) foi um escritor e jornalista, conferencista e investigador que trabalhou nos jornais O Século e Diário da Manhã e colaborou em todos os mais importantes diários portugueses. Foi chefe de redação da Emissora Nacional e fundou o Gabinete de Imprensa do Aeroporto de Lisboa, em 1943. Foi um dos fundadores da ANI – Agência de Notícias e Informação, em 1948, e dirigiu os Serviços de Imprensa da Fundação Calouste Gulbenkian (1969–1990). Publicou numerosas reportagens, descrições de viagens e trabalhos de investigação, sendo também autor de obras literárias. Romancista, dedicou-se também à novela e ao conto, à reportagem literária e à literatura de viagens, bem como ao ensaio, à investigação histórica e à tradução, nomeadamente de obras de italianos.

## Biografia
Iniciou-se muito cedo no jornalismo e criou, em jovem, os jornais Voz da Mocidade e Belém Recreio. Enveredou pelo jornalismo profissional e foi redator de O Século e do Diário da Manhã, tendo colaborado na maior parte dos diários portugueses, entre os quais o Diário Popular, o Diário de Notícias e o Correio da Manhã. Inicialmente ligado à propaganda do Estado Novo, chefiou a redação da Emissora Nacional.
Em 1943, formou o Gabinete de Imprensa do Aeroporto de Lisboa, de onde foi expulso, por motivos políticos, em 1962. Com Dutra Faria e Barradas de Oliveira foi em 1947 um dos fundadores da agência noticiosa ANI (Agência de Notícias e de Informações), que veio a ser absorvida pela ANOP em 1975. Em 1969, criou de raiz os Serviços de Imprensa da Fundação Calouste Gulbenkian, cuja ação deu a conhecer ao longo de 22 anos, tendo-se reformado, em 1990, como diretor-adjunto do Serviço da Presidência da mesma instituição.
Romancista, dedicou-se também à novela e ao conto, à reportagem literária e à literatura de viagens, bem como ao ensaio, à investigação histórica e à tradução, nomeadamente de obras de autores italianos como Curzio Malaparte e Alberto Moravia. Foi um estudioso das relações entre o jornalismo e a literatura.
Dedicou-se à entrevista, destacando-se entre os seus entrevistados mais conhecidos, no campo político, os presidentes do Brasil, Juscelino Kubitschek de Oliveira, Getúlio Vargas e João Café Filho. Também entrevistou Giuseppe Pella, então Ministro dos Negócios Estrangeiros de Itália, Dwight Eisenhower e Harry Truman, presidentes dos Estados Unidos, Winston Churchill (em 1948), primeiro-ministro britânico, Adolfo López Mateos, Miguel Alemán Valdés e Gustavo Díaz Ordaz, presidentes do México, e os papas João XXIII e João Paulo II.
No campo literário e artístico entrevistou, entre outros, José Lins do Rego, Graciliano Ramos, Erico Veríssimo, Manuel Bandeira, Cecília Meirelles, Raquel de Queiroz, Dinah Silveira de Queiroz, Alceu Amoroso Lima, Gilberto Freyre, Viana Moog, Jorge de Lima; Giovanni Papini, Elsa Morante, Alberto Moravia, Piero Bargellini; Jean-Paul Sartre, Simone de Beauvoir, Françoise Sagan, André Maurois, Gabriel Marcel, André Malraux; Aldous Huxley, John dos Passos, Graham Greene, Stephen Spender, William Saroyan, Julien Green, Orson Welles; David Alfaro Siqueiros, Rufino Tamayo e José Luis Cuevas, principais muralistas mexicanos. São variadas as entrevistas realizadas com escritores portugueses, de Ferreira de Castro a David Mourão-Ferreira, e artistas internacionais, como Maria Callas. Entre as entrevistas realizadas com artistas do cinema contam-se Frank Sinatra, Ava Gardner, Rita Hayworth, Zsa Zsa Gabor, Silvana Mangano, ou músicos, do pianista Arthur Rubinstein ao compositor Igor Stravinsky, ou à bailarina Margot Fonteyn.
Marques Gastão divulgou, com intensidade e constância, nos jornais portugueses, em periódicos internacionais e em livros, a obra dos escritores e artistas de maior relevo da literatura italiana, brasileira e mexicana. A sua vasta obra publicada inclui cerca de 70 volumes, a maior parte esgotados, no domínio literário e da investigação histórica. Deixou inéditos um diário (1984–1995) e um estudo dedicado ao casamento da infanta D. Leonor de Portugal com o imperador Frederico III da Alemanha.
Marques Gastão era cavaleiro-oficial da Ordem do Cruzeiro do Sul, oficial da Ordem do Mérito da Itália, comendador da Ordem do Mérito Civil de Espanha e membro da Ordem do Elefante Branco da Tailândia. Era também membro do Centro de Acção Latina em Roma, da Academia Cardeal Borromeu, de Mato Grosso, e da Academia Internacional do Mediterrâneo e delegado do Centro de Intercâmbio de Trocas Internacionais de Roma. Entre os autores estudados enquanto conferencista encontram-se Raul Brandão, Teixeira de Pascoaes e Fialho de Almeida.

## Obras publicadas
Entre mais de 70 monografias publicadas, é autor das seguintes obras:
- Os homens do mundo falaram; entrevistas
- Os missionários jesuítas portugueses no Tibete : evocação histórico religiosa
- S. João de Deus : sua vida, sua obra
- Os homens no seu tempo : entrevistas
- Verdades que não devem esquecer-se
- Figuras do meu tempo; entrevistas
- A taça crucificada : romance
- Maria da Luz sem olhos : romance
- Um português na América do Norte
- Relações culturais luso-brasileiras : entrevistas e comentários
- Ânfora de pérolas, novelas
- O México, grande nação
- A voz de Eleonora; contos
- O maior milagre de Fátima
- Diálogos com escritores e artistas portugueses
- O novo rumo do Brasil
- O depoimento do Brasil na questão da India Portuguesa
- Avalanche; romance
- Porta maior
- O dia já nasceu noite : romance